# Acanthepeira labidura
Acanthepeira labidura är en spindelart som först beskrevs av Cândido Firmino de Mello-Leitão 1943.  
Acanthepeira labidura ingår i släktet Acanthepeira och familjen hjulspindlar. Inga underarter finns listade i Catalogue of Life.